# 小川徹 (映画評論家)
小川 徹（おがわ とおる、1923年2月25日-1991年2月10日）は、日本の映画・文芸評論家。
東京生まれ。学徒出陣を経験。1946年東北帝国大学法文学部経済科卒。1946年から時事通信社に勤務、同人誌「世代」に参加。1961年「映画評論」編集部に移り、のち「映画芸術」編集長。『新日本文学』にもしばしば寄稿した。映画芸術新社社長。日活ロマンポルノ裁判特別弁護人、日活ビデオ、黒い雪裁判検定で証人として出廷、いずれも勝訴となった。

## 著書
- 『作家と女優』現代社 現代新書 1955
- 『大きな肉体と小さな精神 映画による文明論』七曜社 1962
- 『亡国の理想 肉体的映画文明論』七曜社 1963
- 『鞭の用意 映画論集』芳賀書店 今日の状況叢書 1964
- 『現代日本映画作家論』三一書房 1965
- 『橋の思想を爆破せよ 小川徹映画論集 食と性からの発想』芳賀書店 1967
- 『堕落論の発展 小川徹文学評論集』三一書房 1969
- 『それは三島の死に始まる 対談集』編 立風書房 1972
- 『私説アメリカ映画史』三一書房 1973
- 『失われた『愛のコリーダ』 その再現とポルノ映画論』出帆社 1976
- 『花田清輝の生涯』思想の科学社 1978
- 『小川徹の映画裏目よみ ジュウタン大爆撃』現代企画室 1981
- 『父のいる場所』三一書房 1988
- 『エクスポーズミーラブリー』潮出版社 1990